# Parafia Najświętszego Serca Pana Jezusa w Kętach
Parafia Najświętszego Serca Pana Jezusa w Kętach – parafia rzymskokatolicka w Kętach, na Osiedlu 700-lecia, w dekanacie kęckim diecezji bielsko-żywieckiej. Jest najmłodszą w mieście, erygowana w 1987.
Przy kościele znajduje się pomnik „Ofiarom Nazizmu i Komunizmu”. Działa tu także „Szkoła Życia” – szkoła dla młodzieży niepełnosprawnej intelektualnie. Parafia co miesiąc wydaje gazetkę „Głos Serca”.